# Xystrocera alcyonea
Xystrocera alcyonea là một loài bọ cánh cứng trong họ Cerambycidae.